# Amazonas Futebol Clube
Actualités
L'Amazonas Futebol Clube ou Amazonas FC ou simplement Amazonas est un club brésilien de football basé dans la ville de Manaus, capitale de l'État de l'Amazonas. L'emblème du club est un jaguar.

## Histoire
Le club est fondé le 23 mai 2019 et débute en deuxième division du championnat local (Campeonato Amazonense de Futebol - Segunda Divisão). Il accède dès sa première saison à la première division de l’État d'Amazonas. En 2021, grâce à sa troisième place au championnat Amazoense le club accède à la Serie D, la quatrième division du Brésil. Il y parviendra jusqu'en demi-finale s'assurant ainsi une nouvelle promotion, même en perdant cette demi-finale. 
En 2023, Amazonas remporte le championnat d'État, puis en Serie C (la troisième division brésilienne) le club se qualifie de nouveau pour la phase finale. Il se qualifie pour la finale du championnat, ce qui lui garantit une nouvelle promotion. En finale, Amazonas bat le Brusque Futebol Clube 2 à 1 s'assurant en plus le titre de champion de la Serie C 2023.
Pour sa première participation à la Serie B, Amazonas termine à la 11e place et assure largement son maintien au deuxième niveau national.

## Stades
Le club joue ses matchs à domicile au Stade municipal Carlos-Zamith d'une capacité de 5 000 places, mais pour les grandes occasions utilise également l'Arena da Amazônia un stade de 42 374 places, construit pour la Coupe du monde 2014.

## Palmarès
| Compétitions nationales | Compétitions internationales |
| - Championnat du Brésil de troisième division (1) : - Champion : 2023 - Championnat de l'Amazonas (2) : - Champion : 2023 et 2025 |                              |